# Giovanni Presta
Giovanni Presta (Gallipoli, 24 giugno 1720 – Gallipoli, 18 agosto 1797) è stato un medico e agronomo italiano, noto per i suoi approfonditi studi sull’olivicoltura nel Salento.

## Biografia
Presta, unico figlio di Lazaro Presta e Caterina Gaggiulla, fu istruito dai sacerdoti Don Nicola Pirelli e Don Quintino Mastroleo. A sedici anni si trasferì a Napoli per studiare medicina; lì si dedicò anche agli studi di matematica e astronomia. Grazie alle sue doti di letterato e poeta iniziò subito a frequentare luoghi colti e raffinati e fu aggregato all'accademia Rossanese. Nel 1741, dopo che aveva conseguito la laurea in medicina a Napoli, il padre lo fece tornare a Gallipoli a svolgere la professione da medico. Divenne il più stimato medico del Salento. In seguito si interessò a migliorare i due settori più importanti della produzione agricola salentina di quel tempo: la tabacchicoltura, di cui cercò di migliorare le tecniche di piantagione, e l'olivicoltura, su cui concentrò gli studi. Offrì un importante contributo al dibattito sull'olivicoltura che si svolse nel diciottesimo secolo in Terra d'Otranto. I suoi studi sono testimoniati nelle sue tre importanti opere: Memoria su i saggi diversi di olio e su della ragia di ulivo della penisola salentina messi come in offerta a Sua Maestà Imperiale Caterina II, la Pallade delle Russie (1786); Memoria intorno ai sessantadue saggi diversi di olio presentati alla Maestà di Ferdinando IV, Re delle due Sicilie, ed esame critico dell'antico frantoio trovato a Stabia (1788); Degli ulivi, delle ulive e della maniera di cavar l'olio (1794). Dopo la sua morte fu sepolto nella Cattedrale di Gallipoli.

## Metodologia
Per migliorare la produzione agricola nel Salento, Presta analizzò le condizioni agricole del territorio e indagò sulle cause storiche che le avevano determinate, cercando di trovare delle soluzioni. In particolare, si dedicò allo studio degli ulivi. Presta seguiva gli insegnamenti di Antonio Genovesi il quale considerava fondamentale che gli intellettuali s'interessassero a risolvere i problemi concreti della società, che non si fermassero a commentare il degrado nel Meridione, ma che cercassero le cause di tale degrado e le rimuovessero. Genovesi affermava che l'intellettuale, proprio per il ruolo che ricopriva, doveva avvertire il peso di una “missione” da compiere.

## Lettere a Marco Lastri
Presta inviò tra marzo e giugno del 1783 quattro lettere a Marco Lastri, amico dell'autore. Queste lettere, custodite nella biblioteca Moreniana di Firenze, sono rimaste inedite sino al 2001 quando vennero commentate dal Prof. Fabio D'Astore dell'Università di Lecce in una sua pubblicazione, Dall'oblio alla Storia. In queste lettere si riscontra l'attività di ricerca sugli ulivi iniziata dal Presta che spiega all'amico di voler creare un progetto sull'ammodernamento e sull'incremento delle colture agricole nel Salento. Tale progetto è documentato nella sua terza opera: Degli ulivi, delle ulive e della maniera di cavar l'olio. Presta chiese all'amico di inviargli i tre tipi di ulivi coltivati in Toscana, “l'infrantoio, il coraggiuolo ed il moraiuolo". Oltre agli alberi di ulivo che sono coltivati in Toscana chiese anche un modello in legno della macina solcata usata a Firenze. L'autore riteneva importante e decisivo il parere dell'amico per la prosecuzione dell'opera.

## Memoria su i saggi diversi di olio
Giovanni Presta dedicò la sua prima opera all'imperatrice di Russia Caterina II, dalla quale “per mezzo del Ministro di Napoli signor duca di Serracapriola ricevé in segno di gradimento duecento Zecchini effettivi di Olanda, ed un medaglione di oro col busto dell'Augusta Imperatrice da una parte, e la statua equestre di Pietro il Grande dall'altra”.

### Dedica
La lettera dedicatoria fu scritta a Napoli e datata 25 aprile 1786. Presta in questa lettera scrive che insieme alla sua opera invierà alcuni fiaschi contenenti i campioni dei tipi di olio che egli aveva prodotto grazie all'uso delle sue tecniche e di quelle degli antichi. L'autore prega inoltre l'imperatrice di diffondere questo suo scritto in modo da far conoscere i metodi utilizzati per la produzione dell'olio salentino.

### Contenuto

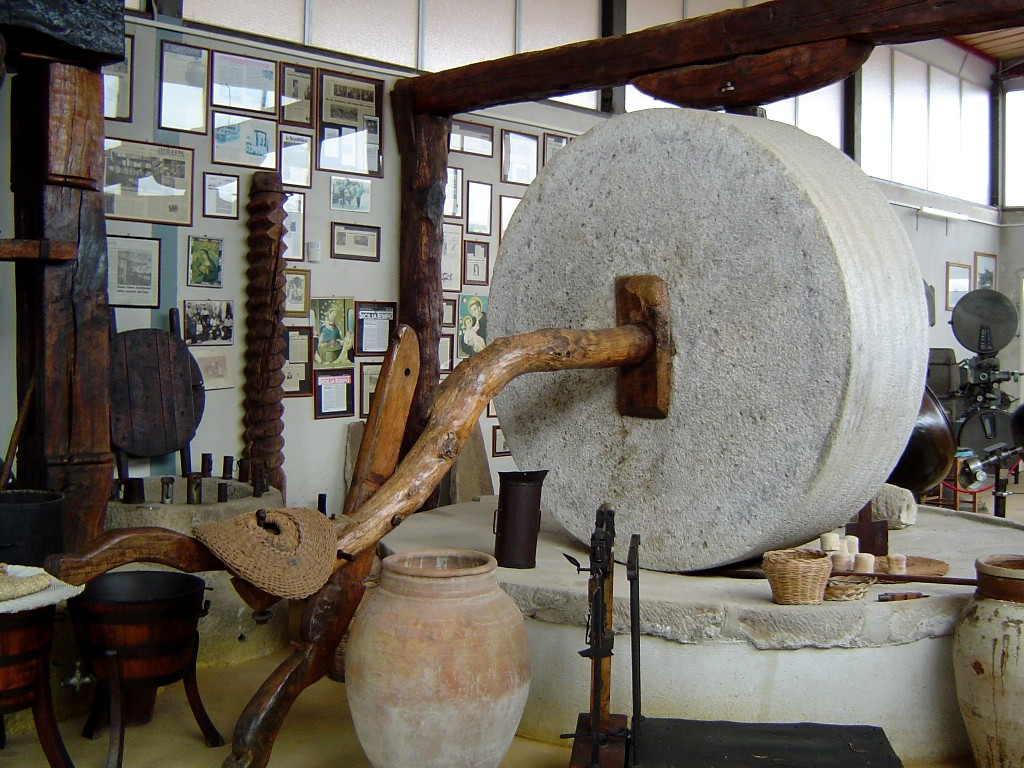
Frantoio a macina verticale liscia esposto nel museo etnostorico di Barcellona Pozzo di Gotto.

Lo scritto inizia con una descrizione dell'ulivo. Dopo il Presta spiega che l'abbandono delle tecniche usate in passato aveva causato un minore interesse per l'olio prodotto nel Salento. L'autore esaminava i metodi usati in passato cercando di migliorarli aggiungendo le conoscenze acquisite con la sua esperienza. Dal passato riprese la classificazione di quattro tipi diversi di olio derivati dal grado di maturazione dell'oliva:
- “onphachinon o oleum acerbum” di olive del tutto acerbe;
- “oleum viride” di olive semiacerbe;
- “oleum maturum” di olive già nere;
- “oleum cibarium” di olive ormai rovinate.

Il modo in cui le olive erano raccolte, la varietà e il periodo scelto erano parametri fondamentali che Presta decise di utilizzare per cercare di migliorare la produzione dell'olio. Le varietà locali usate per estrarre l'olio, secondo il Presta, erano:
- “la Cellina”;
- “la Pasola”;
- “l'oliva di Spagna”;
- “la Corniola”;
- “l'uliva dolce".

Alla fine del libro, l'autore analizza anche la “ragia” degli alberi di ulivo ottenuta senza alcun tipo d'incisione o di tecnica in quanto usciva da sola dai rami dell'albero. Presta dice che la “ragia” non apparteneva a tutti gli alberi ma negli ulivi era molto presente. Egli subito dichiara che le notizie sulla “ragia” erano state prese dal marchese Giuseppe Palmieri, economista leccese residente a Napoli, tra le figure più rappresentative del settecento napoletano ma attivo anche nel Salento.

## Memoria intorno a sessantadue saggi diversi di olio
Presta con la sua prima opera ottenne un gran successo e decise di iniziare un nuovo progetto molto più ampio. Questo suo secondo lavoro Memoria intorno a sessantadue saggi diversi di olio lo dedicò a Ferdinando IV, re delle due Sicilie.

### Dedica
La lettera dedicatoria fu scritta a Gallipoli e datata 4 settembre 1788. Insieme a questa lettera Presta inviò al sovrano sessantadue campioni di olio, pregandolo di dare il suo parere e di decidere quali tra questi erano i più gradevoli solo dopo aver letto la sua opera. Presta affermava, anche, che con l'approvazione del re si sarebbe concentrato sulla sua terza opera che avrebbe dedicato, nuovamente, a Ferdinando IV.

### Prima parte
Presta iniziò il lavoro con un riferimento al passato, affermando che prima vi era un grande consumo di olio finalizzato all'uso che l'uomo ne faceva sul proprio corpo. Era normale che non tutto l'olio fosse di ottima qualità. Dopo la caduta dell'impero romano si andò puntando solo sulla quantità di olio prodotta e fu perso qualsiasi interesse legato alla sua qualità. Dopo questa prefazione, nella prima parte dell'opera Presta distingueva i vari tipi di olio secondo il grado di maturazione delle olive. Alcuni tipi di olio erano stati ricavati dalle olive acerbe, in particolare, dalle olive raccolte nella prima metà di settembre, nella seconda metà di settembre, nella prima metà di ottobre e nella seconda metà di ottobre. Quest'olio era chiamato “Onfacino” ed era di colore verdegiallo e poco fluido. Altri tipi, anch'essi costituiti da olio "Onfacino", erano stati ottenuti da olive ancora acerbe nonostante fossero state raccolte a dicembre. Questo perché l'olio era stato estratto da varietà di olive differenti da quelle degli altri tipi di olio "Onfacino" ottenuto, come sopra precisato, dalle olive raccolte a settembre e a ottobre. Altri campioni rappresentavano l'olio raccolto dalle olive semiacerbe che in passato era chiamato “strictivum oleum o oleum ad unguenta o oleum viride” estratto dalle olive raccolte nella prima metà di novembre e da quelle raccolte nella seconda metà di novembre. Presta definì quest'olio “Semionfacino”. Nei mesi a seguire, dalle olive ormai mature, si produceva olio di scarsa qualità che probabilmente era proprio l'olio distribuito in passato agli schiavi, definito “Cibarium Oleum”. La più comune tra le varietà di olive prese in esame era “l'Ogliara” dai latini chiamata “Salentina”. Di questa varietà il Presta inviò tre campioni di olio ottenuti dalla raccolta di olive a differente maturazione:
- il primo era di olive verdi e verdi biancastre, cioè di “Onfacino”;
- il secondo era di olive rossonerastre, meno saporito del precedente;
- il terzo era di olive nere.

### Seconda parte
Nella seconda parte del libro l'autore analizzava la differenza dei tipi di olio dovuta alle diverse varietà di olive. Egli aveva riconosciuto quarantotto varietà di olive e precisava che sicuramente molte altre meritavano di essere studiate. Per analizzare tutte queste varietà egli si fece mandare alcune di queste olive dalla Spagna, dalla Campania, da Genova, da Firenze per controllare almeno la quantità di olio che riuscivano a produrre e non la qualità. Dell'oliva di grandi dimensioni detta “Orchita ed Orchemora” che in Salento era chiamata, semplicemente, “oliva grossa” o “oliva di Spagna”, vi erano sette varietà ma Presta riuscì ad analizzarne solo tre:
- ovale con polpa “soda”;
- ovale con polpa “soda” ma più dolce della precedente;
- grossa, “fatta a pendente”, dolcissima.

Tra le altre varietà analizzate dal Presta si ricordano:
- la “Mennella” di polpa tenerissima;
- “l'Usciana o Algiana”, oliva che i tarantini chiamavano “uliva dolce”;
- la “Cerasola”, molto simile alla “Mennella”;
- “l'uliva Spagnola” di polpa soda;
- "l'uliva Barisana o Varisana”;
- la “Pasola” a sua volta distinta in “Pasola” ovale dolce, “Pasola” ovale amara, “Pasola” rotonda dolce e “Pasola” rotonda amara.
- “Corniola” o “Cornolara”;
- “Termetone”, chiamata dall'autore “Ulivastrona”, pianta che cresce spontaneamente con olive di polpa molto “soda”;
- “Palmierina”, proveniente da un albero dell'uliveto di Giuseppe Palmieri;
- “uliva Cilieggia” dal sapore delicatissimo, la cui forma era simile ad una ciliegia;
- “uliva a grappolo” di polpa “soda”;
- "Cellina o Morella o uliva di Lecce o uliva di Nardò", varietà molto comune meglio conosciuta come “Cellina di Nardò”, di certo la più coltivata nel Salento;
- “Ulivetta”, proveniente da una pianta che nasce spontaneamente;
- “l'Ogliara o Salentina”, in passato la varietà preferita, oggi è conosciuta come "Ogliarola salentina o Ogliarola leccese".

Delle due varietà da sempre più diffuse nel Salento, la "Cellina di Nardò" e "l'Ogliarola salentina", la prima produce un olio di ottima qualità ma è di scarsa resa, la seconda invece è di resa elevata ma produce un olio di qualità meno pregiata.

### Terza parte
In quest'ultima parte Presta iniziò precisando che mentre in passato tutti credevano che il nocciolo dell'oliva rovinasse il sapore dell'olio in realtà la sua presenza era indifferente. L'autore continua raffigurando le macchine utilizzate per la spremitura delle olive. Dai Greci era stato inventato il “Frantoio”, uno dei quali era stato ritrovato negli scavi di Stabia. Per farlo funzionare c'era bisogno della spinta di braccia umane, quindi in passato erano probabilmente gli schiavi a essere usati per macinare le olive. La vasca in cui avveniva questo lavoro con il “frantoio” non era molto ampia e doveva essere svuotata e poi riempita diverse volte, quindi questo lavoro richiedeva molto tempo. Nel periodo illuministico la macchina utilizzata per spremere le olive era la “Macina verticale”, secondo il Presta molto più efficiente. L'autore utilizzò le due macchine per capire se la presenza del nocciolo potesse rovinare il sapore dell'olio ma sia con il “frantoio” sia con “la macina”, notò che dal nocciolo non usciva olio, quindi tutto quello che si produceva apparteneva comunque alla polpa dell'oliva. Nell'antichità per capire se la presenza del nocciolo potesse rovinare il sapore dell'olio furono spremute sia le olive con il nocciolo sia quelle senza, ricavandone un olio dal sapore differente. Gli Antichi pensavano che il sapore diverso fosse dovuto alla presenza del nocciolo, Presta invece individuava nel grado di maturazione delle olive raccolte la causa di tale differenza.

## Degli ulivi, delle ulive, e della maniera di cavar l'olio
Degli ulivi, delle ulive, e della maniera di cavar l'olio è l'opera più importante di Giovanni Presta sia per la ricchezza dei riferimenti letterari, sia per la lingua, sia per la descrizione delle sue esperienze. L'autore pubblicò questo libro nel 1794, anche se finì di scriverlo due anni prima.